# بنجامين إس. كيلسي
بنجامين إس. كيلسي (بالإنجليزية: Benjamin S. Kelsey) هو طيار وضابط أمريكي، ولد في 9 مارس 1906 في واتربوري في الولايات المتحدة، وتوفي في 3 مارس 1981 في Stevensburg, Virginia ‏ في الولايات المتحدة بسبب سرطان.